# Thomas Lennon (színművész)
Thomas Lennon (Oak Park, 1970. augusztus 9. –) amerikai színész, forgatókönyvíró és humorista.
Fontosabb alakításai voltak a Reno 911! – Zsaruk bevetésen, a Furcsa pár és a Dél-kaliforniai diéta című sorozatokban. Forgatókönyvíróként számos vígjáték elkészítésében közreműködött írótársával, Robert Ben Garanttal. Ők írták a Gorillabácsi, az Éjszaka a múzeumban-filmek, a Szerva itt, pofon ott, valamint a Baywatch forgatókönyveit.

## Filmográfia

### Film

#### Író és producer
| Év   | Magyar cím                | Eredeti cím                                    | Feladatkör | Feladatkör | Megjegyzések |
| Év   | Magyar cím                | Eredeti cím                                    | Író        | Producer   | Megjegyzések |
| ---- | ------------------------- | ---------------------------------------------- | ---------- | ---------- | ------------ |
| 2004 | Amerikai taxi             | Taxi                                           | Igen       | Nem        |              |
| 2005 | Kicsi kocsi – Tele a tank | Herbie: Fully Loaded                           | Igen       | Nem        |              |
| 2005 | Gorillabácsi              | The Pacifier                                   | Igen       | Nem        |              |
| 2006 | Éjszaka a múzeumban       | Night at the Museum                            | Igen       | Nem        |              |
| 2006 | Gyerünk a börtönbe!       | Let's Go to Prison                             | Igen       | Nem        |              |
| 2007 | Szerva itt, pofon ott     | Balls of Fury                                  | Igen       | Igen       |              |
| 2007 | Zsaruk bevetésen – A film | Reno 911!: Miami                               | Igen       | Vezető     |              |
| 2009 | Éjszaka a múzeumban 2.    | Night at the Museum: Battle of the Smithsonian | Igen       | Nem        |              |
| 2013 | Ördögfattya               | Hell Baby                                      | Igen       | Igen       | filmrendező  |
| 2014 |                           | Rocky & Bullwinkle                             | Igen       | Nem        | rövidfilm    |
| 2017 | Baywatch                  | Baywatch                                       | Sztori     | Nem        |              |

#### Színész
| Év   | Magyar cím                                  | Eredeti cím                                    | Szerep                                 | Magyar hang      |
| ---- | ------------------------------------------- | ---------------------------------------------- | -------------------------------------- | ---------------- |
| 1998 |                                             | Row Your Boat                                  | kérdezőbiztos                          |                  |
| 1999 | Szépségtépő verseny                         | Drop Dead Gorgeous                             | dokumentumfilmes (hangja)              |                  |
| 2000 | Mementó                                     | Memento                                        | Doktor                                 | Moser Károly     |
| 2001 | Meredek pálya                               | Out Cold                                       | Eric Montclare                         | Welker Gábor     |
| 2002 | Hajó a vége                                 | Boat Trip                                      | pap                                    | Kossuth Gábor    |
| 2003 | Válás francia módra                         | Le Divorce                                     | Roger Walker                           | Bozsó Péter      |
| 2003 | Hogyan veszítsünk el egy pasit 10 nap alatt | How to Lose a Guy in 10 Days                   | Thayer                                 | Stohl András     |
| 2003 | Esküdni mernék                              | A Guy Thing                                    | Pete Morse                             | Juhász György    |
| 2004 | Keresztutak                                 | Heights                                        | Marshall                               |                  |
| 2005 | A nő másik arca                             | Conversations with Other Women                 | videós az esküvőn                      | Vári Attila      |
| 2005 | Kicsi kocsi – Tele a tank                   | Herbie: Fully Loaded                           | Larry Murphy                           | Kárpáti Levente  |
| 2005 | Galaxis útikalauz stopposoknak              | The Hitchhiker's Guide to the Galaxy           | Eddie, a fedélzeti számítógép (hangja) | Mikó István      |
| 2005 |                                             | The Godfather of Green Bay                     | D.U.G.                                 |                  |
| 2006 | Királyi ötletek                             | Bickford Shmeckler's Cool Ideas                | rendőrtiszt                            |                  |
| 2006 |                                             | Eden Court                                     | Shroeder Duncan                        |                  |
| 2007 | Szerva itt, pofon ott                       | Balls of Fury                                  | Karl Wolfschtagg                       | Kossuth Gábor    |
| 2007 | Szerva itt, pofon ott                       | Balls of Fury                                  | Karl Wolfschtagg                       | Czvetkó Sándor   |
| 2007 | Zsaruk bevetésen – A film                   | Reno 911!: Miami                               | Jim Dangle hadnagy                     | Hujber Ferenc    |
|      | The Ten                                     | Scotty Pale                                    |                                        |                  |
| 2008 | Hancock                                     | Hancock                                        | Mike                                   |                  |
| 2009 | Éjszaka a múzeumban 2.                      | Night at the Museum: Battle of the Smithsonian | Orville Wright (cameo)                 |                  |
| 2009 | Megint 17                                   | 17 Again                                       | Ned Gold felnőttként                   | Józsa Imre       |
| 2009 | Spancserek                                  | I Love You, Man                                | Doug                                   | Csőre Gábor      |
| 2010 | Vissza a jelenbe                            | Hot Tub Time Machine                           | vásárló (stáblistán nem szerepel)      |                  |
| 2011 | Céges buli                                  | Cedar Rapids                                   | Roger Lemke                            | Joó Gábor        |
| 2011 | Rossz tanár                                 | Bad Teacher                                    | Carl Halabi                            | Görög László     |
| 2011 | Számos pasas                                | What's Your Number?                            | Dr. Barrett 'Barry' Ingold             |                  |
| 2011 | Kalandférgek karácsonya                     | A Very Harold & Kumar 3D Christmas             | Todd                                   | Czvetkó Sándor   |
| 2012 | Várandósok – Az a bizonyos kilenc hónap     | What to Expect When You're Expecting           | Craig                                  | Czvetkó Sándor   |
| 2012 | A sötét lovag – Felemelkedés                | The Dark Knight Rises                          | Doktor                                 | Dévai Balázs     |
| 2012 | Csingiling: A szárnyak titka                | Secret of the Wings                            | Olvasó tündér (hangja)                 | Bolba Tamás      |
| 2013 | Ördögfattya                                 | Hell Baby                                      | Pat                                    |                  |
| 2013 | Ördögöt fogtál, nem ereszt                  | Rapture-Palooza                                | Mr. Murphy                             | Bartucz Attila   |
| 2013 | Családi üzelmek                             | We're the Millers                              | Rick Nathanson                         | Czvetkó Sándor   |
| 2014 | Mr. Peabody és Sherman kalandjai            | Mr. Peabody and Sherman                        | olasz jobbágy (hangja)                 |                  |
| 2014 | Transformers: A kihalás kora                | Transformers: Age of Extinction                | Vezérkari főnök                        | Görög László     |
| 2014 | Csingiling és a Soharém legendája           | Tinker Bell and the Legend of the NeverBeast   | Írka (hangja)                          | Bolba Tamás      |
| 2015 | Kupák lovagja                               | Knight of Cups                                 | Tom                                    |                  |
| 2015 | Vissza a jelenbe 2.                         | Hot Tub Time Machine 2                         | BMW fickó (stáblistán nem szerepel)    |                  |
| 2016 | Batman: A köpenyes lovagok visszatérnek     | Batman: Return of the Caped Crusaders          | O'Hara (hangja)                        | Németh Gábor     |
| 2016 | Monster Trucks – Szörnyverdák               | Monster Trucks                                 | Dr. Jim Dowd                           | Czvetkó Sándor   |
| 2016 | Monster Trucks – Szörnyverdák               | Monster Trucks                                 | Dr. Jim Dowd                           | Fekete Zoltán    |
| 2017 |                                             | Pottersville                                   | Brock Masterson                        |                  |
| 2017 | Batman Kétarc ellen                         | Batman vs. Two-Face                            | O'Hara (hangja)                        |                  |
| 2018 |                                             | A Futile and Stupid Gesture                    | Michael O’Donoghue                     |                  |
| 2018 | A párizsi vonat                             | The 15:17 to Paris                             | Michael Akers igazgató                 |                  |
| 2018 |                                             | Half Magic                                     | Darren                                 |                  |
| 2018 | Kutya egy nyár                              | Dog Days                                       | Greg                                   | Czvetkó Sándor   |
| 2018 |                                             | Puppet Master: The Littlest Reich              | Edgar Easton                           |                  |
| 2019 |                                             | VHYes                                          | Tony V.                                |                  |
| 2020 | Lány a völgyből                             | Valley Girl                                    | Rodney Bingheimer                      |                  |
| 2020 | Jó utat a tudatmódosítók világában!         | Have a Good Trip: Adventures in Psychedelics   | önmaga                                 |                  |
| 2021 | Cherry: Az elveszett ártatlanság            | Cherry                                         | Dr. Whomever                           |                  |
| 2021 |                                             | Shoplifters of the World                       | Dick nagybácsi                         |                  |
| 2022 |                                             | Weird: The Al Yankovic Story                   | kereskedő                              |                  |
| 2022 | Éjszaka a múzeumban: Kahmunrah visszatér    | Night at the Museum: Kahmunrah Rises Again     | Theodore Roosevelt (hangja)            |                  |
| 2023 |                                             | Zoey 102                                       | Kelley Kevyn                           |                  |
| 2023 |                                             | Urkel Saves Santa: the Movie                   | V.D.I (hangja)                         |                  |
| 2023 |                                             | Organ Trail                                    | Royale Fitzgibbon                      |                  |
| 2024 | Választott családom                         | Chosen Family                                  | Max                                    | Seszták Szabolcs |
| 2024 | Cukormáz nélkül                             | Unfrosted                                      | Harold von Braunhut                    |                  |

Rövidfilmek
| Év   | Cím                          | Szerep                                         |
| ---- | ---------------------------- | ---------------------------------------------- |
| 1994 | A Friend of Dorothy          | 'Moonie'                                       |
| 2009 | Al's Brain in 3-D            | munkatárs                                      |
| 2012 | Howard Cantour.com           | Rocco                                          |
| 2012 | The Hunger Pains             | Buttitch Totalapathy                           |
| 2013 | Jerry, the Exorcist Roommate | Jerry                                          |
| 2014 | Rocky & Bullwinkle           | rettenthetetlen vezér / maja hercegnő (hangja) |
| 2015 | Grand Zero                   | David Van Vleck                                |

### Televízió

#### Színészként
| Év        | Magyar cím                   | Eredeti cím                                        | Szerep                             | Megjegyzések                                             |
| --------- | ---------------------------- | -------------------------------------------------- | ---------------------------------- | -------------------------------------------------------- |
| 1992      |                              | You Wrote It, You Watch It                         | több szereplő                      | forgatókönyvíró                                          |
| 1993–1995 |                              | The State                                          | több szereplő                      | társalkotó és forgatókönyvíró                            |
| 1995      |                              | The State's 43rd Annual All-Star Halloween Special | több szereplő                      | különkiadás forgatókönyvíró                              |
| 1997      |                              | Viva Variety                                       | Host Meredith Laupin               | 16 epizód forgatókönyvíró                                |
| 1999      | Jóbarátok                    | Friends                                            | Randall                            | 2 epizód                                                 |
| 1999–2000 | Jesse                        | Jesse                                              | Ernie                              | 2 epizód                                                 |
| 2002      | MDs                          | Chester E. Donge                                   | 8 epizód                           |                                                          |
| 2003–2022 | Reno 911! – Zsaruk bevetésen | Reno 911!                                          | Jim Dangle hadnagy                 | megalkotó és főszereplő                                  |
| 2006      | Felpolcolva                  | Stacked                                            | Gary                               | 1 epizód                                                 |
| 2007      |                              | Wainy Days                                         | jégkrémárus                        | 1 epizód                                                 |
| 2009      | A Liga                       | The League                                         | Bryce                              | 1 epizód                                                 |
| 2010      | Partiszerviz színészmódra    | Party Down                                         | Nick DiCintio                      | 1 epizód                                                 |
| 2010      |                              | Svetlana                                           | Fyodor                             | 1 epizód                                                 |
| 2010–2011 | Halálosan komolytalan        | Funny or Die Presents                              | Richard / segédpilóta              | 5 epizód                                                 |
| 2011      |                              | Memphis Beat                                       | Keith Grant                        | 1 epizód                                                 |
| 2011      |                              | Childrens Hospital                                 | Pat                                | 1 epizód                                                 |
| 2012–2015 |                              | Comedy Bang! Bang!                                 | több szereplő                      | 4 epizód                                                 |
| 2012      | Új csaj                      | New Girl                                           | Neil                               | 1 epizód                                                 |
| 2012      | Így jártam anyátokkal        | How I Met Your Mother                              | Klaus                              | 2 epizód                                                 |
| 2012      | Ne bízz a ribiben!           | Don't Trust the B---- in Apartment 23              | Trey                               | 1 epizód                                                 |
| 2012      |                              | Blake Shelton's Not So Family Christmas            | rendező                            | különkiadás                                              |
| 2013      | Franklin és Bash             | Franklin & Bash                                    | Harley                             | 1 epizód                                                 |
| 2013      |                              | NTSF:SD:SUV::                                      | Santa                              | 1 epizód                                                 |
| 2013      |                              | @midnight                                          | versenyző                          | vezető producer                                          |
| 2013      |                              | Key & Peele                                        | férfi a parkban                    | 1 epizód                                                 |
| 2013      | Wendell és Vinnie            | Wendell & Vinnie                                   | Lord Derek                         | 1 epizód                                                 |
| 2013–2014 | Sean, a csodaapa             | Sean Saves the World                               | Max Thompson                       | 14 epizód                                                |
| 2013–2014 |                              | Newsreaders                                        | Vincent Gates / Pritchard Batchman | 3 epizód                                                 |
| 2014      |                              | Hollywood Game Night                               | önmaga                             | 1 epizód                                                 |
| 2014      | A Goldberg család            | The Goldbergs                                      | Tauntaun Todd                      | 1 epizód                                                 |
| 2014      | Vérmes négyes                | Hot in Cleveland                                   | Gilmore ügynök                     | 1 epizód                                                 |
| 2014      |                              | The Birthday Boys                                  | Lou Skywalker                      | 1 epizód                                                 |
| 2015      |                              | The Hotwives                                       | Garrett Truesdale                  | 1 epizód                                                 |
| 2015      |                              | Crash Test: With Rob Huebel and Paul Scheer        | biztonsági ember                   | különkiadás                                              |
| 2015–2016 | Kúria                        | Another Period                                     | Marquis de Sainsbury               | - 5 epizód - magyar hangja: - Szokol Péter               |
| 2015–2017 | Furcsa pár                   | The Odd Couple                                     | Felix Unger                        | - főszereplő (38 epizód) - magyar hangja: - Welker Gábor |
| 2015–2019 | Tömény történelem            | Drunk History                                      | több szereplő                      | 3 epizód                                                 |
| 2016–2019 |                              | Bajillion Dollar Propertie$                        | Serge                              | 9 epizód vezető producer                                 |
| 2017–2019 | Dél-kaliforniai diéta        | Santa Clarita Diet                                 | Novak igazgató                     | visszatérő szerep (6 epizód)                             |
| 2017–2019 | Halálos fegyver              | Lethal Weapon                                      | Leo Getz                           | visszatérő szerep (7 epizód)                             |
| 2018      | A Thunderman család          | The Thundermans                                    | Assista Boy                        | 1 epizód                                                 |
| 2018      |                              | For the People                                     | Freddie Morris / Shadow kapitány   | 1 epizód                                                 |
| 2018      |                              | Sideswiped                                         | Aaron Cunningham                   | 1 epizód                                                 |
| 2019      | Pedagógerek                  | Teachers                                           | Larry Bop                          | 1 epizód                                                 |
| 2019      | Lovag iskola                 | Knight Squad                                       | Sir Angus Macchio                  | 1 epizód                                                 |
| 2019      |                              | Critters: A New Binge                              | Mr. Weber                          | 3 epizód                                                 |
| 2019      | Anyaság túlsúlyban           | American Housewife                                 | Simon                              | 1 epizód                                                 |
| 2019      |                              | At Home with Amy Sedaris                           | Edwin Chuzzlewit                   | 1 epizód                                                 |
| 2019      | Modern család                | Modern Family                                      | Orson                              | 1 epizód                                                 |
| 2019      | Az alelnök                   | Veep                                               | CBS elnöke                         | 1 epizód                                                 |
| 2020      |                              | The Twilight Zone                                  | J.J. Malloy                        | 1 epizód                                                 |
| 2020      |                              | Home Movie: The Princess Bride                     | Humperdinck herceg                 | minisorozat (2 epizód)                                   |
| 2020–2021 | Supergirl                    | Supergirl                                          | Mr. Mxyzpltk                       | 4 epizód                                                 |
| 2021      | Jóbarátok: Újra együtt       | Friends: The Reunion                               | önmaga                             | - HBO Max különkiadás - magyar hangja: - Fesztbaum Béla  |
| 2021      |                              | The Big Leap                                       | Zach Peterman                      | 5 epizód                                                 |

#### Szinkronszínészként
| Év        | Magyar cím                                   | Eredeti cím                              | Szerep                                           | Megjegyzések                                    |
| --------- | -------------------------------------------- | ---------------------------------------- | ------------------------------------------------ | ----------------------------------------------- |
| 1997–1999 | Herkules                                     | Hercules                                 | Atlasz                                           | 3 epizód                                        |
| 2001      | Tarzan legendája                             | The Legend of Tarzan                     | háziúr                                           | 1 epizód                                        |
| 2004–2006 | Brandy és Mr. Bajusz                         | Brandy & Mr. Whiskers                    | Vic                                              | 2 epizód                                        |
| 2010–2013 | Sheen bolygója                               | Planet Sheen                             | Pinter / Blurg                                   | 15 epizód                                       |
| 2010–2019 | Archer                                       | Archer                                   | Charles                                          | 4 epizód                                        |
| 2011      |                                              | The Late Late Show with Craig Ferguson   | Geoff Peterson / Robot Skeleton / Chloe Banderas | 3 epizód                                        |
| 2012–2019 | Bob burgerfalodája                           | Bob's Burgers                            | vásárló / Kenny / Chuck / egyéb hangok           | 6 epizód                                        |
| 2015      | Túl a kerítésen                              | Over the Garden Wall                     | Jimmy Brown                                      | 1 epizód                                        |
| 2015      | Robotcsirke                                  | Robot Chicken                            | több szereplő                                    | 1 epizód                                        |
| 2015–2016 |                                              | TripTank                                 | hívó / bróker / Rob                              | 3 epizód                                        |
| 2015–2016 | Croodék – A fény kora                        | Dawn of the Croods                       | több szereplő                                    | 9 epizód                                        |
| 2016      | Állatok                                      | Animals.                                 | Kevin                                            | 1 epizód                                        |
| 2016–2017 | Goldie és Mackó                              | Goldie & Bear                            | 2 epizód                                         |                                                 |
| 2016–2017 | Lego Star Wars: A Freemaker család kalandjai | Lego Star Wars: The Freemaker Adventures | Wick Cooper / takarító droid                     | 6 epizód                                        |
| 2016–2022 | Amerikai fater                               | American Dad!                            | több szereplő                                    | 13 epizód                                       |
| 2017      | Milo Murphy törvénye                         | Milo Murphy's Law                        | Henry                                            | 1 epizód                                        |
| 2017      | Justice League Action                        | Justice League Action                    | Amazo                                            | 1 epizód                                        |
| 2017–2018 | Szilaj, a szabadon száguldó                  | Spirit Riding Free                       | Garrett Truesdale / aukciós / kakas              | 2 epizód                                        |
| 2018      |                                              | Dallas & Robo                            | Dr. John Eichler / Dickie St. James              | 1 epizód                                        |
| 2018      |                                              | Legend of the Three Caballeros           | Clinton Coot                                     | 8 epizód                                        |
| 2018      | Kémkölykök: Kritikus küldetés                | Spy Kids: Mission Critical               | Dr. Chad Jericho                                 | 1 epizód                                        |
| 2019      |                                              | Crank Yankers                            | önmaga                                           | 1 epizód                                        |
| 2019–2021 | Hová tűnt Vili?                              | Where's Waldo?                           | Wizard Whitebeard / egyéb hangok                 | főszereplő (40 epizód)                          |
| 2020      | Majdnem                                      | Close Enough                             | Henri                                            | 1 epizód                                        |
| 2021      | Vigyázz, ufók!                               | Solar Opposites                          | rendőr                                           | - 1 epizód - magyar hangja: - Majorfalvi Bálint |
| 2021      | Végtelen vonat                               | Infinity Train                           | Spiceman                                         | 1 epizód                                        |
| 2021      |                                              | Central Park                             | Leslie Portergrave                               | 1 epizód                                        |
| 2021      | A tíz éves Tom                               | Ten Year Old Tom                         | Neighbor Rick                                    | 1 epizód                                        |
| 2021      | Aquaman: Atlantisz királya                   | Aquaman: King of Atlantis                | Nuidis Vulko                                     | 3 epizód                                        |
| 2021–     | Jellystone!                                  | Jellystone!                              | Turpi úrfi                                       | visszatérő szerep                               |
| 2021–2023 | A szellem és Molly McGee                     | The Ghost and Molly McGee                | Maxwell Davenport                                | 4 epizód                                        |
| 2022      | Lego Star Wars: Nyári vakáció                | Lego Star Wars: Summer Vacation          | Wick Cooper                                      | Disney+ különkiadás                             |
| 2023–     | Kő, Papír, Olló                              | Rock Paper Scissors                      | Papír                                            | főszereplő                                      |

## Fordítás
- Ez a szócikk részben vagy egészben  a   Thomas Lennon című angol Wikipédia-szócikk ezen változatának fordításán alapul.  Az eredeti cikk szerkesztőit annak laptörténete sorolja fel. Ez a jelzés csupán a megfogalmazás eredetét és a szerzői jogokat jelzi, nem szolgál a cikkben szereplő információk forrásmegjelöléseként.